# Costa Volpino
Costa Volpino ist eine italienische Gemeinde (comune) mit 8788 Einwohnern (Stand 31. Dezember 2023) in der Provinz Bergamo, Region Lombardei.

## Geographie
Die Nachbargemeinden sind Bossico, Lovere, Pian Camuno (BS), Pisogne (BS), Rogno und Songavazzo.